# Stwiha
Stwiha (biał. Сцвіга, Scwiha; ros. Ствига, Stwiga; ukr. Ствига, Stwyha) – rzeka na Ukrainie i Białorusi, będąca prawobrzeżnym dopływem Prypeci. 
Długość rzeki wynosi 178 km, powierzchnia dorzecza 5440 km². Źródła rzeki znajdują się na Polesiu Wołyńskim (Ukraina) w okolicach wsi Budki Snowidowickie - 60 km na wsch. od miejscowości Sarny. Ujście Stwihy znajduje się w okolicach wsi Pahost - 10km na wsch. od Turowa.
Przebieg rzeki południkowy, na całej długości w pobliżu granicy obwodów: rówieńskiego i żytomierskiego na Ukrainie, a na Białorusi obwodów brzeskiego i homelskiego.
Do 1945 roku w pobliżu rzeki Stwihy przebiegała granica Polski i ZSRR, a na odcinku 10 km, koło wsi Chrapuń, bezpośrednio na rzece znajdowała się wschodnia granica Polski.

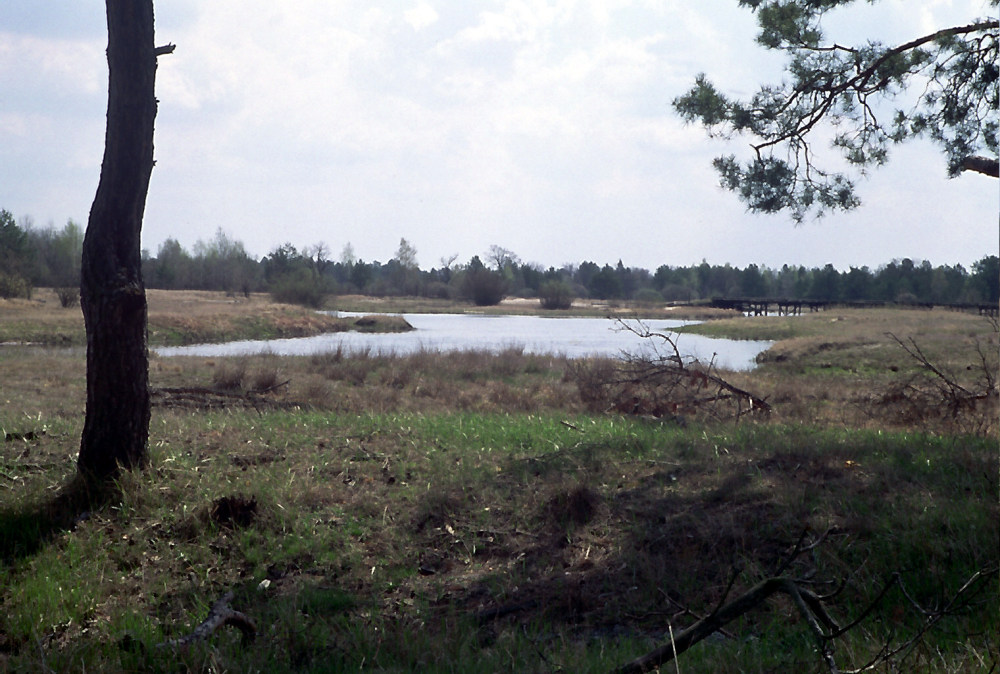
Stwiha - widok na most w opuszczonej wsi Kołki. Białoruś - Polesie Prypeckie